# Daniel Rowden
Daniel Rowden, né le 9 septembre 1997 à Buckhurst Hill, est un athlète britannique spécialiste du 800 mètres.

## Biographie
Daniel Rowden s'adjuge la médaille d'argent du 800 mètres lors des championnats d'Europe espoirs 2017 à Bydgoszcz.
Il décroche son premier titre national senior en 2020 à Manchester, en 1 min 45 s 94.
Il participe en 2021 aux Jeux olympiques de Tokyo et s'incline en demi-finale en réalisant le meilleur temps des non-qualifiés.
Il est éliminé en demi-finale lors des championnats du monde 2022.
En juillet 2023, au cours du meeting Ligue de diamant de Monaco, le Britannique porte son record personnel à 1 min 43 s 95.

## Palmarès

### International
| Date | Compétition                   | Lieu      | Résultat | Temps         |
| ---- | ----------------------------- | --------- | -------- | ------------- |
| 2017 | Championnats d'Europe espoirs | Bydgoszcz | 2e       | 1 min 48 s 16 |

### National
- Championnats du Royaume-Uni d'athlétisme:
  - 800 m : vainqueur en 2020 et 2023

## Records
| Épreuve | Épreuve   | Temps         | Lieu   | Date            |
| ------- | --------- | ------------- | ------ | --------------- |
| 800 m   | Plein air | 1 min 43 s 95 | Monaco | 21 juillet 2023 |
| 800 m   | Salle     | 1 min 46 s 75 | Boston | 4 février 2023  |